# The Great Fire
The Great Fire är det amerikanska metalcorebandet Bleeding Throughs sjunde studioalbum, utgivet i januari 2012 på Rise Records. Albumet gavs även ut på vinyl under 2017.
Albumet nådde plats 193 på Billboard-listan.
The Great Fire var bandets sista album på Rise Records, tillika det sista med gitarristen Dave Nassie.

## Låtlista
1. "March" (instrumental) – 1:44
2. "Faith in Fire" – 1:57
3. "Goodbye to Death" – 2:33
4. "Final Hours" – 3:56
5. "Starving Vultures" – 2:44
6. "Everything You Love Is Gone" – 1:49
7. "Walking Dead" – 4:05
8. "Devil and Self Doubt" – 3:02
9. "Step Back in Line" – 2:47
10. "Trail of Seclusion" – 3:41
11. "Deaf Ears" – 2:54
12. "One by One" – 1:38
13. "Entrenched" – 3:42
14. "Back to Life" – 2:38

## Medverkande
Musiker
- Brandan Schieppati – sång
- Brian Leppke – gitarr
- David Nassie – gitarr
- Ryan Wombacher – basgitarr, bakgrundssång
- Marta Demmel – keyboard, piano
- Derek Youngsma – trummor, slagverk

Produktion
- Mick Kenney – producent, inspelningstekniker, mixning, mastering
- Brandan Schieppati – producent
- Erol Ulug – inspelningstekniker
- Ola Englund – inspelningstekniker
- Dan Mumford – albumkonst, design